# Jean-Louis Ferrier
Jean-Louis Ferrier, né  le 27 juin 1926 à Neuchâtel  et mort le 16 juin 2002 dans le 9e arrondissement de Paris, est un professeur à l'École nationale des arts décoratifs, critique d'art et journaliste à L'Express puis au journal Le Point.

## Biographie
Ami de l'artiste-peintre François Jousselin, Jean-Louis Ferrier fut l'un des acteurs de la Nouvelle figuration.
Jean-Louis Ferrier est l'oncle de la danseuse et chorégraphe Joëlle Bouvier, qu'il a accueillie à Paris encore adolescente.

## Publications
Il a publié de nombreux livres sur l'art :
- Aux éditions du Chêne : L'Aventure de l'Art au XIXe siècle (prix Charles Blanc de l’Académie française en 1992) ; L'Aventure de l'Art au XXe siècle ; Les Grands peintres du XXe siècle.
- Aux éditions Terrail : Paul Klee ; Les Fauves ; Picasso.
- Aux éditions Denoël : De Picasso à Guernica ; Dali Leda Atomica.
- Aux éditions Jean-Michel Place : Le Diable confiseur.
- Aux éditions Marabout Université : Comprendre l'esthétique en collaboration avec André Akoun
- Aux éditions Hachette Littératures : Brève histoire de l'art (Trente tableaux de la Renaissance à nos jours)